# Ormen Lange (gasveld)
Ormen Lange is het grootste natuurlijke aardgasveld van continentaal Noorwegen. Het reservoir is ongeveer 40 kilometer lang en 8 kilometer breed en ligt bijna drie kilometer onder het zeeniveau. De bewezen gasreserves bedragen 397 miljard m³.
Het veld ligt op dezelfde noorderbreedte als Trondheim op zo’n 120 kilometer voor de kust. De exploitatie is moeilijk door de barre weersomstandigheden zoals lage temperaturen, stormen, hoge golven en een zeer onregelmatige zeebodem. De zee is ter plaatse bijna 1000 meter diep.
In december 2003 werd het plan voorgelegd aan de Noorse toezichthouders. Er werd gekozen om geen boorplatforms in de zee te bouwen. In plaats daarvan zijn vier installaties, zogenaamde templates, op de zeebodem geplaatst die aansluitingen bevatten voor het boren en het installeren van productieputten en apparatuur om de gasstroom te regelen en te monitoren. Het gas wordt met een pijplijn rechtstreeks van de templates naar het vasteland bij Nyhamna gebracht. Daar wordt het gas bewerkt en vervolgens geëxporteerd via de 1200 kilometer lange Langeled pijpleiding naar Easington in het Verenigd Koninkrijk. In december 2007 nam Norske Shell het beheer van het veld over. De effectieve productie door de Noorse dochtermaatschappij van Royal Dutch Shell begon op 13 september 2007.
De partners in het veld zijn: Equinor met een aandelenbelang van 25%, A/S Norske Shell (18%), Petoro (36%), INEOS (14%) en Vår Energi (6%). In 2004 verkocht BP haar 10,3% belang in het veld aan Dong Energy voor US$ 1,2 miljard in 2004. In oktober 2017 nam INEOS de hele olie- en gasportefeuille van DONG Energy over, dit is inclusief het belang in Ormen Lange.

## Productie
Bij de start van de exploitatie was de aangetoonde hoeveelheid aardgas 301 miljoen Sm³ olie-equivalent en 19 miljoen Sm³ condensaat waarmee het totaal uit kwam op 319,6 miljoen Sm³.
In 2013 produceerde het veld 21,5 miljard m³, ongeveer een vijfde van de totale Noorse gasproductie. Het veld bevat nog ongeveer 195 miljard m³ gas per jaarultimo 2013.
Per jaareinde 2023 was de resterende reserve nog 77 miljoen Sm³ olie-equivalent, dat is gelijk aan 77 miljard m³ aardgas.
| Jaar | Condensaat | Aardgas | Totaal |
| ---- | ---------- | ------- | ------ |
| 2007 | 0,13       | 1,67    | 1,80   |
| 2008 | 0,97       | 11,44   | 12,40  |
| 2009 | 1,65       | 20,78   | 22,43  |
| 2010 | 1,53       | 20,85   | 22,38  |
| 2011 | 1,65       | 21,74   | 23,39  |
| 2012 | 1,73       | 22,20   | 23,94  |
| 2013 | 1,52       | 21,45   | 22,97  |
| 2014 | 1,36       | 20,21   | 21,57  |
| 2015 | 1,07       | 16,79   | 17,86  |
| 2016 | 1,06       | 17,25   | 18,31  |
| 2017 | 0,92       | 16,24   | 17,16  |
| 2018 | 0,83       | 15,67   | 16,51  |
| 2019 | 0,66       | 12,63   | 13,29  |
| 2020 | 0,60       | 11,91   | 12,51  |
| 2021 | 0,53       | 11,20   | 11,74  |
| 2022 | 0,44       | 9,56    | 10,00  |
| 2023 | 0,30       | 6,75    | 7,05   |